# Anseropoda ludovici
Anseropoda ludovici är en sjöstjärneart som först beskrevs av Jean Baptiste François René Koehler 1909.  Anseropoda ludovici ingår i släktet Anseropoda och familjen Asterinidae. Inga underarter finns listade i Catalogue of Life.